# Hydriastele microcarpa
Hydriastele microcarpa är en enhjärtbladig växtart som först beskrevs av Rudolph Herman Scheffer, och fick sitt nu gällande namn av William John Baker och Adrian H.B. Loo. Hydriastele microcarpa ingår i släktet Hydriastele och familjen Arecaceae. Inga underarter finns listade i Catalogue of Life.